# 斯马尔沃
斯马尔沃（法語：Smarves，法語發音：[smaʁv]）是法国新阿基坦大区维埃纳省的一个市镇，位于该省中部，属于普瓦捷区。

## 地理
斯马尔沃（46°30'40"N, 0°21'0"E）面积20.09 平方千米，位于法国新阿基坦大区维埃纳省，该省份为法国中西部省份，北起曼恩-卢瓦尔省和安德尔-卢瓦尔省，西接德塞夫勒省，南至夏朗德省，东南接上维埃纳省，东临安德尔省。
与斯马尔沃接壤的市镇（或旧市镇、城区）包括：伊特伊、利居热、努阿耶莫佩尔蒂、罗什普雷马里-昂迪耶、圣伯努瓦。

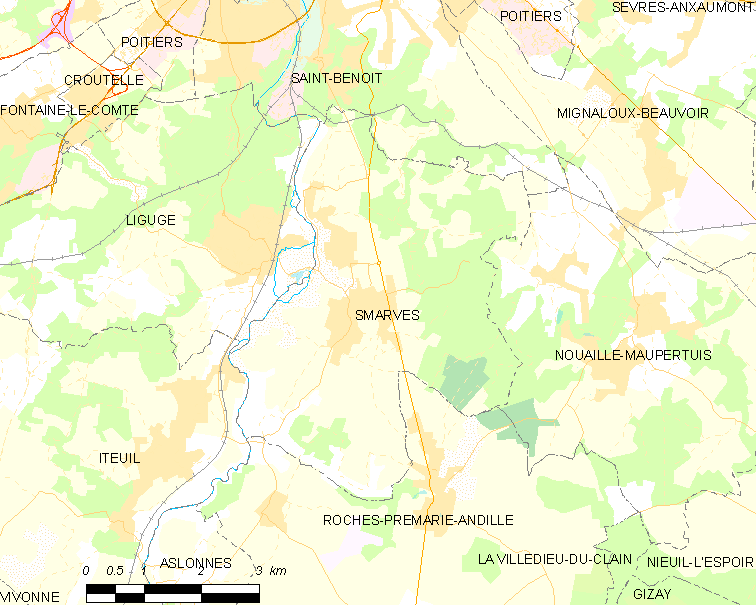
斯马尔沃的OSM定位图

斯马尔沃的时区为UTC+01:00、UTC+02:00（夏令时）。

## 行政
斯马尔沃的邮政编码为86240，INSEE市镇编码为86263。

## 政治
斯马尔沃所属的省级选区为维沃讷县。

## 人口

1962-2008年间斯马尔沃人口变化图示

斯马尔沃于2022年1月1日时的人口数量为2941人。